# 艾力士·雷耶斯
亞歷山大·雷耶斯（英語：Alexander Reyes，1999年7月26日—），為美國職棒大聯盟的投手，目前為自由球員。他先前曾效力於聖路易紅雀。

## 職業生涯

### 聖路易紅雀

#### 2016年
8月6日，雷耶斯登上大聯盟，他以後援投手身分出發。8月13日，他拿下大聯盟首勝。19日他拿下第一次救援成功，27日完成大聯盟首場先發。這年他先發拿下4勝1敗，防禦率1.52。

#### 2017年
2月14日，雷耶斯被診斷出右手肘尺側副韌帶撕裂。他在隔日進行湯米約翰手術，導致球季報銷。

#### 2018年
雷耶斯在復健賽主投7.2局無失分，並送出13次三振。5月24日，他在復健賽連續三振9位打者。5月30日，雷耶斯睽違超過一年終於回到大聯盟。不過他投了4局無失分後，隔天再度受傷進入傷兵名單。6月6日，他進行湯米約翰手術，提前結束球季。

#### 2019年
這年雷耶斯從牛棚出發，不過他在首場比賽3局內狂失5分，最後也被下放3A。

#### 2020年
這年他拿下2勝1敗，防禦率3.20。

#### 2021年
球隊將雷耶斯指派為終結者。他在上半季繳出1.12的防禦率，並拿下20次救援成功後，順利入選明星賽。球季中他寫下連續24次救援機會成功的大聯盟紀錄，不過他在下半季只拿下5勝5敗，防禦率高達5.52，也喪失了終結者的位置。
2021年國家聯盟外卡晉級賽，雷耶斯在9局下被克里斯·泰勒敲出再見2分砲，使得紅雀無緣晉級分區賽。

#### 2022年
他在球季初就因為肩傷缺席，5月23日，他因為要進行手術而導致整季報銷。而他這年完全沒留下出賽記錄，並在球季結束後成為自由球員。

### 洛杉磯道奇
2023年2月16日，雷耶斯與道奇簽下一年1100萬美元的合約。6月11日，道奇宣布雷耶斯再度整季報銷，並在球季結束後不與雷耶斯續約。

## 個人生活
雷耶斯目前育有一女。

## 外部連結
- 球員資訊和成績在MLB，ESPN，Baseball-Reference，Fangraphs（英文）
- 艾力士·雷耶斯的X（前Twitter）
- 艾力士·雷耶斯的Instagram帳戶
- 艾力士·雷耶斯在台灣棒球維基館上的頁面（繁體中文）